# Медресе Газі Хусрев-бега
Медресе Газі Хусрев-бега (босн. Gazi Husrev-begova medresa) — медресе в місті Сараєво, столиці Боснії і Герцеговини. Заснована в 1537 році Газі Хусрев-бегом. Є найстарішим навчальним закладом в Боснії і Герцеговині.

## Історія
У першій половині XVI століття санджак-беєм боснійського санджака був Газі Хусрев-бег (1480—1541). Він вніс великий внесок в розвиток інфраструктури Сараєва. 8 січня 1537 року Газі Хусрев-бег заснував міське медресе, яке нині носить його ім'я.
Будівля медресе є полівалентною. Її центральна частина відведена під навчальні аудиторії, а з боків знаходяться житлові кімнати. Будівля медресе розташована в центрі міста і була побудована за проектом провідного архітектора Османської імперії тієї епохи, перса Аджема Езір-Алі. Будували будинок майстри з Дубровника, а також місцеві будівельники. Медресе споруджено з каменю в константинопольському стилі, а дах був покритий свинцем. Компактна, гармонійна і монументальна споруда стала однією із символів Сараєва. Наступні реконструкції будівлі в цілому зберігали її оригінальний стиль.
Професори медресе відбиралися на підставі строгих критеріїв, прописаних Газі Хусрев-бегом. Робота в медресе була дуже привабливою, тому на неї претендували безліч викладачів, серед яких були араби, турки, албанці і босняки. В медресе були сучасні класи, гарне харчування і комфортні умови проживання для учнів. Завдяки високому стандарту освіти, випускники медресе надалі робили вдалу кар'єру. Серед них були судді, генерали, імами, муфтії, професора, вчені, академіки, мери, дипломати, міністри і чиновники.
Медресе Газі Хусрев Бея поділена на дві будівлі: чоловіче і жіноче медресе з усіма необхідними навчальними аудиторіями. Також є чоловічий і жіночий гуртожитки.